# 沈阳棋盘山国际风景旅游开发区
沈阳棋盘山国际风景旅游开发区，简称棋盘山旅游开发区，是中国辽宁省沈阳市的一个管理区，位于沈阳市东北部。由浑南区管辖。棋盘山旅游开发区行政管辖面积190平方公里，由森林公园景区、秀湖景区、世博园景区三部分组成，下辖3个乡镇，总人口为5.1万人。区内的主要旅游景点有棋盘山、秀湖、沈阳国家森林公园、沈阳植物园、清福陵、沈阳森林野生动物园、盛京高尔夫俱乐部等。

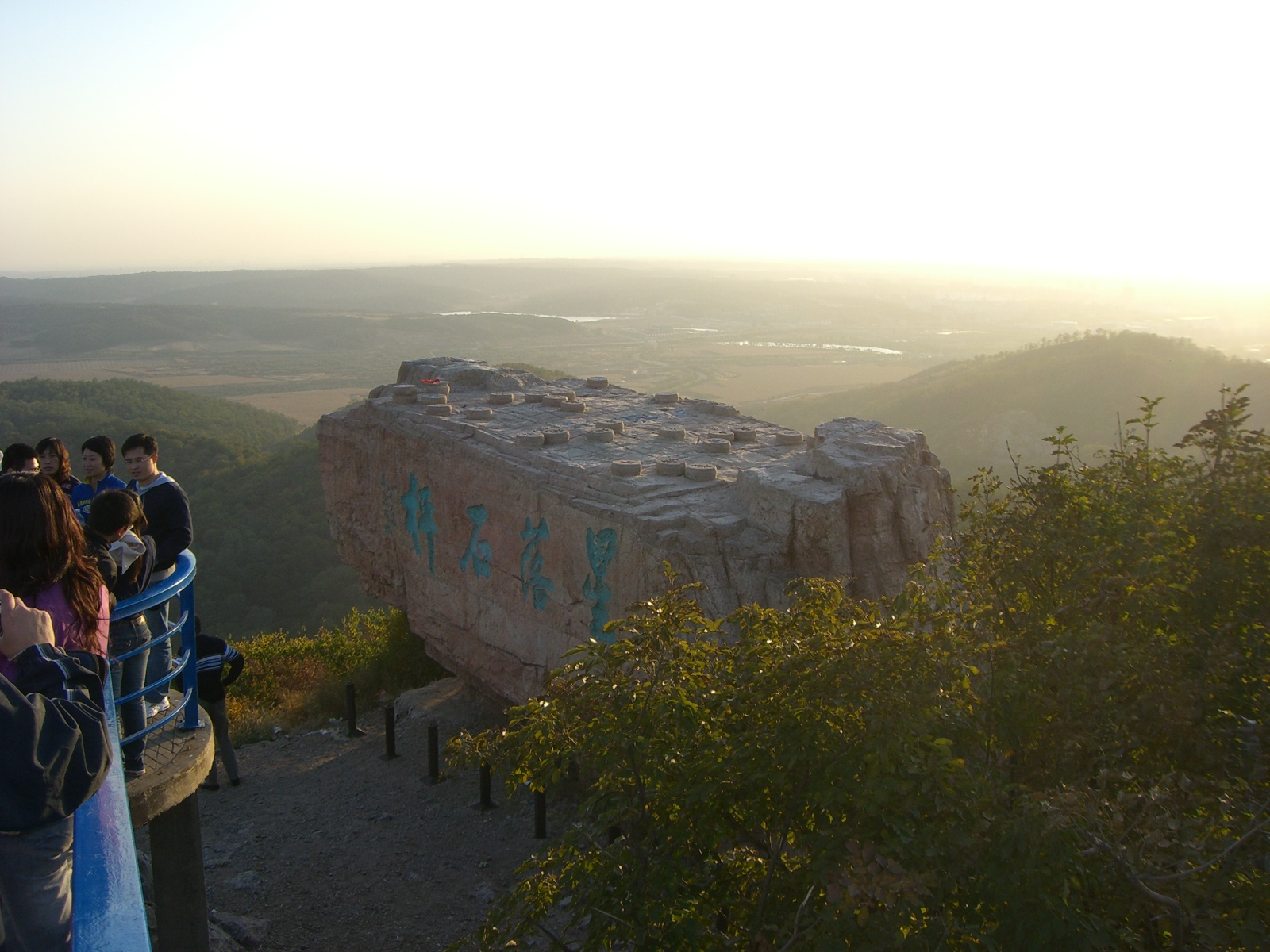
沈阳棋盘山

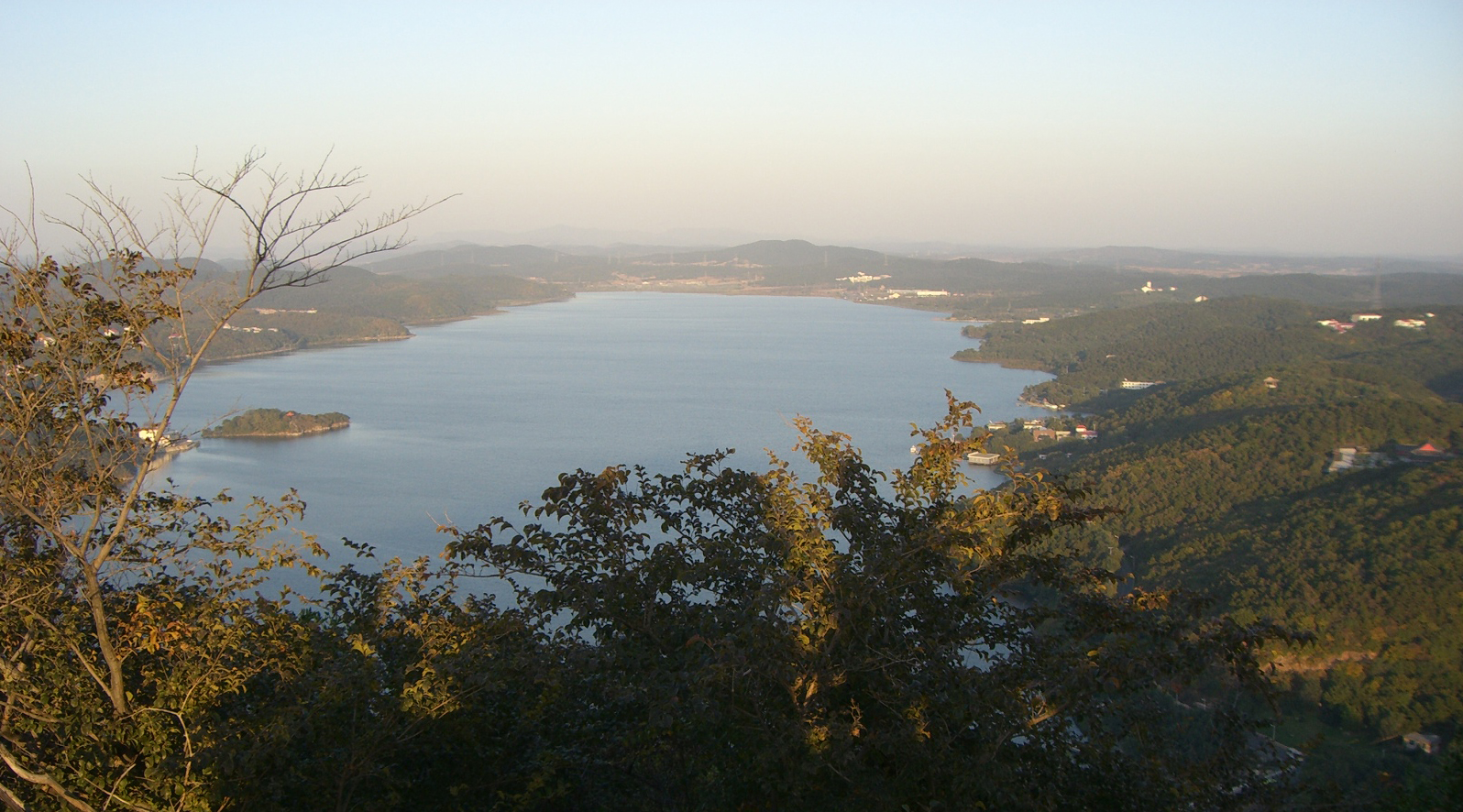
沈阳秀湖

棋盤山是長白山餘脈，景區入口處有鐵枴李和呂洞賓對弈正酣的造像，棋盤山由此得名，也向世人昭示了棋盤山“棋牌”文化的豐厚底藴。